# أبو الفتوح العجلي
أَبُو الفُتُوْحِ العِجْلِيُّ (515 - 600 هـ / 1121 - 1203 م) هو واعظ، كان شيخ الشافعية بأصبهان، والمعول عليه فيها بالفتوى.
هو أسعد بن محمود بن خلف الأصبهاني العجلي، منتخب الدين، أبو الفتوح.

## آثاره
ألف كتبا، منها:
- «آفات الوعاظ»، وورد ذكرها باسم «إفادة الوعاظ»
- «شرح مشكلات الوسيط والوجيز» للغزالي، في فقه الشافعية، منه المجلدان الأول والثاني مخطوطان في دار الكتب. وقد ذكر الزركلي كتاب له باسم «شرح الكلمات المشكلة»، ولعلها هي نفسها «شرح مشكلات الوسيط والوجيز».[2]